# Krumcevți, Veliko Tărnovo
Krumcevți (în bulgară Крумчевци) este un sat în comuna Elena, regiunea Veliko Tărnovo,  Bulgaria. 

## Demografie
Componența etnică a satului Krumcevți
     Bulgari (100%)
     Nicio identificare (0%)
     Altele (0%)
La recensământul din 2011, populația satului Krumcevți era de 6 locuitori. Din punct de vedere etnic, toți locuitorii erau bulgari.